# 人事院
人事院（日语：／ Jinji in */?）是日本國家公務員之最高人事機關，由人事官3人組織而成，其中1人為總裁。下設事務總局，為執行之總機關。
人事院是依據國家公務員法第2章所設置的「中央人事行政機關」，職責內容包含確保國家公務員人事管理的公正中立與統一，履行制約勞動基本權的代償機能，作為行政委員會進行人事院規則的制定改廢與不利益處分審査判定，俸與建議等。為確保人事行政的公平性，其權限之行使獨立於內閣之外。
現任人事院總裁一宮尚美，另2位人事官為吉田耕三、立花宏。

## 概要
人事院與內閣總理大臣是國家公務員法（國公法）規定之中央人事行政機關。中央人事行政機關負責訂定國家公務員中的一般職職員人事管理基準，以及各省廳任命權者行使人事管理的綜合調整。而人事院與內閣總理大臣所管事項有所不同，人事院是運用國家公務員法的中心機關。
人事院的事務有俸給等勤務條件及人事行政之改善建議（人事院勸告），採用試驗、任用、身分、研修、俸給、懲戒、投訴處理、職務倫理維持等職員人事行政公正之確保，及職員利益保護等相關事務（國公法第3條第2項）。之中包含人事院規則制定權等準立法權限、行政措施要求與不利益處分審査請求判定權等準司法權限，以及俸給建議權、人事行政調査權等重要權限。過去還包含職階制相關事務，但在第166回國會（2007年）國公法廢除職階制後隨之廢止。
近代公務員制度的人事管理為了確保行政的持續性與專門性，須排除政黨等一切偏袒，徹底實施能力主義、實績主義（資格任用制）。此外，現代行政明顯更為複雜膨大化、專業化，人事行政必須以科學調査研究為基礎發展人事管理技術，以確保專業性與統一性。接著，由於公務員的勞動基本權受到限制，作為其代償措施，政府需要有獨立的第三方機關以保護職員利益。
因應以上需求，人事院作為行政委員會的一種，具有強力權限與獨立性。相對於公正取引委員會與中央勞動委員會等行政委員會是屬於內閣府與省的外局等，人事院是由內閣直轄。而人事院所管的國家公務員法本身就是人事院的設置法，因此不適用國家行政組織法（國家公務員法第4條第4項）。其獨立性與權限雖然不及以憲法為依據的裁判所與會計檢查院，但仍是內閣下非常強力的行政機關。
人事院是由三名人事官組成的合議制執行機關。人事官須經兩議院同意後由內閣任命，其中一人為人事院代表人事院總裁。人事院會議每周至少舉行一次。人事院下設有事務部門事務總局。另外。依據國公法及國家公務員倫理法規定，人事院下設國家公務員倫理審査會。
人事院應自行管理其內部組織，不受國家行政組織法及行政機關職員定員相關法律（總定員法）限制（國家公務員法第4條第4項、總定員法第1條）。因此人事院不受內閣人事局規範，另定人事院規則規定事務總局的組織與員額（第13條第2項）。
人事院編著的白皮書稱為《公務員白皮書》，依國家公務員法第24條規定，收錄每年人事院向內閣與國會提出的業務狀況報告「年次報告書」。另有定期發行的月刊《人事院月報》。

## 設立過程
1948年12月，因國家公務員法修正強化其組織、權限的臨時人事委員會改為人事院。人事院是在駐日盟軍總司令部（GHQ，盟總）民政局公務員課課長布萊恩·胡佛（Blaine Hoover）大力支援下所成立。最初由於有盟總作為後盾，擁有極大權力。例如原內務省入駐的內務省大樓在由人事院接收後改名為「人事院大樓」。更在不顧各省廳反對下強行進行○×式試驗。
與其他擁擠的各省不同，人事院僅有少數職員卻獨占廣大的辦公室，家具也全都是美式新品。胡佛課長歸國以前，在其「不准惡名昭彰的內務官僚加入」的要求下，當時的舊內務官僚無法出任人事官等重要職位。
人事院與經濟安定本部同為依靠盟總成立的組織，因此在日本恢復主權後，兩組織陷入泥沼。經濟安定本部遭到廢除，而人事院則是不斷在行政機構改革與行政重整中要求廢除。

## 沿革
- 1947年（昭和22年）11月1日 - 依據國家公務員法，成立內閣總理大臣所轄之臨時人事委員會。由於正式機關「人事委員會」的開設日為1948年7月1日至1949年1月1日之間，因此為臨時代替機關。此時為了準備人事委員會成立，權限有所限制，沒有人事行政相關對外發布命令的權限。
- 1948年（昭和23年）7月1日 - 臨時人事委員會取得人事行政相關權限行使權。
- 1948年（昭和23年）12月3日 - 依國家公務員法（第1次修正），原先預定的「人事委員會」更名為「人事院」成立（臨時人事委員會廢止）。
- 1965年（昭和40年）5月19日 - ILO87號條約批准與國家公務員法等修正案，負責內閣指揮監督相關事項，以及作為政府對工會窗口的總理府人事局（現在的內閣人事局）成立，接收人事院部分機能。
- 2008年（平成20年）6月13日 - 將人事院部分機能移轉至新的內閣官房內閣人事局的國家公務員制度改革基本法（日语：国家公務員制度改革基本法）公布、施行。

## 所掌事務

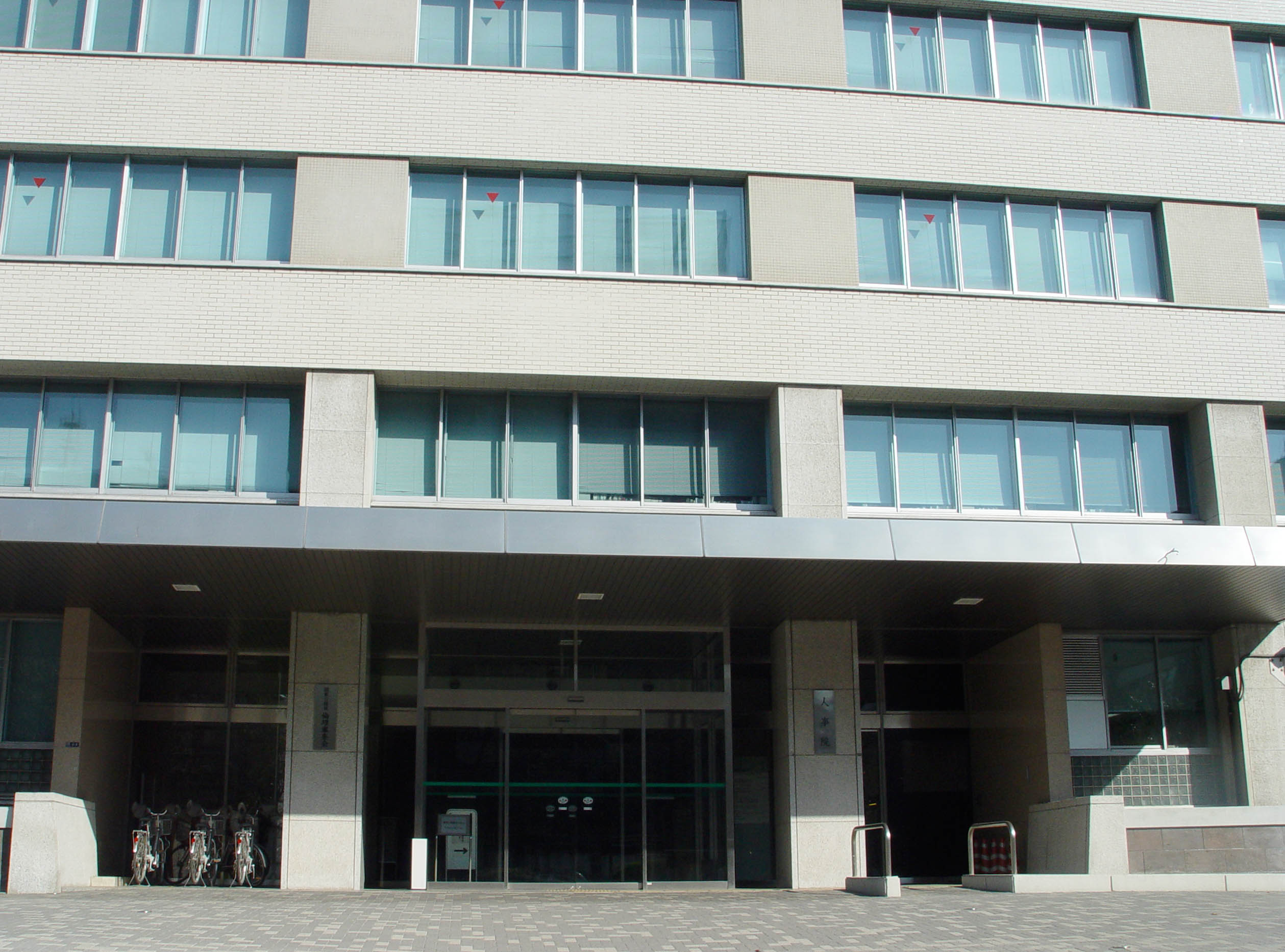
人事院廳舍

依據國家公務員法，人事院的事務有俸給等勤務條件及人事行政之改善建議（人事院勸告），採用試驗、任用、身分、研修、俸給、懲戒、投訴處理、職務倫理維持等職員人事行政公正之確保，及職員利益保護等相關事務（國公法第3條第2項）。
「俸給等勤務條件及人事行政之改善建議」通稱「人事院勸告」。其中的俸給勸告，是用來平衡國家公務員與民間的俸給水準（民間準據）。實務上會進行「民間俸給實態調査」，調查作業員50人以上事業所之俸給制度與金額，並計算出官民俸給差異，而提出俸給調整建議。由於國家公務員的俸給水準的決定影響重大，是人事院權限中被視為最重要的一項。

## 組織架構
人事院的內部組織依「人事院規則二―三―二五（人事院事務總局等組織）規定。國家公務員法第4條第4項規定「人事院管理其內部機構」。該法也僅規定人事院須設置事務總局，且「事務總局組織及法律顧問相關必要事項由人事院規則規定。」（第13條第2項）。

### 人事官、人事院會議
- 人事院總裁（人事官）
- 人事官（人事院總裁以外2名）

人事院由人事官三人組成。「人事官人格高潔、以民主治理組織與成績本位為原則，能有效的處理事務，並有人事行政相關經歷35年以上者，經兩議院同意，由內閣所任命」（國公法第5條）。此外，其任免需由天皇認證。人事官其中一人為人事院總裁，負責總理院務，為人事院的代表。
人事官的任命規定「人事官不得有兩人屬同一政黨，或同一大學學部畢業」（第5條第5項）。這是唯一限制出身大學學部不得重複的官職，是主導國家公務員法制定、一次改正的胡佛課長為了防止東大法科出身官僚壟斷所設立的規定。1953年至2009年，人事官慣例上由一名事務系官僚、一名技術系官僚、一名全國媒體出身人士組成。人事官一任4年，最多可再任3任。除了國公法所規定外，人事官無法罷免。因此即使內閣交替，人事官人事也不受其影響。
人事院會議一般至少一周召開一次，會議決議事項包含了人事院規則的制定改廢、人事院勸告、公平審查判定等國家公務員法第12條第6項所列舉事項。此外，事務總長為會議幹事，製作議事錄。人事院下設有事務總局、國家公務員倫理審查會、法律顧問、人事院總裁秘書官。事務總長輔佐總裁執行職務，並在總裁監督下指揮監督人事院的所有事務及技術相關活動。

### 事務總局
依國家公務員法第13條規定，人事院下設事務總局。事務總長以下機關由「人事院規則二―三―二五（人事院事務總局等組織）」規定。事務總長作為首長總管事務總局事務。內部部局有5課4局，5課相當於省廳在國家行政組織法上的官房。內部部局之外的機關有公務員研修所、地方事務局等、委員會等，相當於國家行政組織法上的設施等機關、地方支分部局、審議會等。
- 事務總長
- 總務課 - 廣報情報室
- 企壞法制課 - 法制調查室
- 人事課 - 能率厚生管理室
- 會計課
- 國際課
- 職員福祉局 - 職員福祉課、審查課、補償課
- 人材局 - 企劃課、試驗課、研修調整課、研修指導課
- 給與局 - 給與第一課、給與第二課、給與第三課、生涯設計課

給與第二課負責俸給法令的實施、級別薪俸的設定及維護管理。歷代課長為財務省（舊大藏省）特考組借調者出任。原人事院公平局審議官川村裕三表示由於級別薪俸的設定需控制在「預算的範圍內」因此形成此人事安排（薪俸法第8條第1項）。另外，只有給與第二課長有專用課長室。
- 公平審查局 - 調整課、職員相談課

#### 公務員研修所
主要是各府省推薦之上級管理者、職員與共同研修職員等進行共同研修的設施。位於埼玉縣入間市。設有教授14人（其中10人為兼任）。事務組織為教務部。

#### 地方事務局等
地方事務局是在各管轄區域實施人事院的事務計畫。現在全國設有八個地方事務局，各有總務課、第一課、第二課等三課。此外，沖繩曾暫時由那霸市的沖繩事務所管理，設有總務課與調查課兩課。
各地方事務局等所在地與管轄區域如下。
- 人事院北海道事務局 - 札幌市：北海道
- 人事院東北事務局 - 仙台市：青森縣、岩手縣、宮城縣、秋田縣、山形縣、福島縣
- 人事院關東事務局 - 埼玉市：茨城縣、栃木縣、群馬縣、埼玉縣、千葉縣、東京都、神奈川縣、山梨縣、新潟縣、長野縣
- 人事院中部事務局 - 名古屋市：岐阜縣、靜岡縣、愛知縣、三重縣、富山縣、石川縣、福井縣
- 人事院近畿事務局 - 大阪市：滋賀縣、京都府、大阪府、兵庫縣、奈良縣、和歌山縣
- 人事院中國事務局 - 廣島市：鳥取縣、島根縣、岡山縣、廣島縣、山口縣
- 人事院四國事務局 - 高松市：德島縣、香川縣、愛媛縣、高知縣
- 人事院九州事務局 - 福岡市：福岡縣、佐賀縣、長崎縣、熊本縣、大分縣、宮崎縣、鹿兒島縣
- 人事院沖繩事務所 - 那霸市：沖繩縣

#### 委員會等
- 公平委員會
- 苦情審查委員會
- 災害補償審查委員會
- 健康專門委員
- 安全專門委員
- 試驗專門委員

## 財政
人事院總裁依財政法第20條第2項規定，非各省各廳首長，因此人事院在預算上是屬於內閣的一部分。2018年度（平成30年度）一般會計預算的內閣所管歲出預算中，人事院份額為120億9589萬7千日圓。
同上，由於人事院非財政法之各省各廳，因此沒有人事院所管之特別會計。

## 職員
2017年7月1日一般職在職人數為599人（其中女性181人）。
人事院規則二―一四（人事院職員員額）規定之人事院員額為624人。
2018年度一般會計預算的預算員額為特別職5人、一般職624人共629人。
人事院職員為一般職國家公務員，國家公務員法規定不具勞動基本權的爭議權與團體協約締結權。由於具有團結權，職員可組織或參與勞動組合「職員團體」（國公法第108條之2第3項）。
2018年3月31日現在，人事院僅有一組登錄的職員團體。組合人數39人、組織率8.8%。組織率遠低於13府省2院平均的44.3%。現在登錄的職員團體是1948年12月11日組成的人事院職員組合（簡稱：人職），為國公勞連（全勞連加盟）加盟成員。

## 事務總局幹部
現任事務總局幹部如下。
- 事務總長：森永耕造
- 事務總局總括審議官：西浩明
- 職員福祉局長：合田秀樹
- 職員福祉局次長：柴崎澄哉
- 人材局長：鈴木英司
- 給與局長：松尾惠美子
- 給與局次長：佐佐木雅之
- 公平審査局長：橋本嘉一
- 公務員研修所長：中山隆志

## 歷代人事院總裁
卸任日的（願）代表任期途中依願卸任、（亡）代表任期途中死亡。
| 代                       | 姓名       | 在任期間                            | 就任前主要職務                   |
| ------------------------ | ---------- | ----------------------------------- | -------------------------------- |
| 臨時人事委員長（認證官） |            |                                     |                                  |
| -                        | 淺井清     | 1947年11月1日 - 1948年12月7日（法） | 慶應義塾大學教授                 |
| 人事院總裁               |            |                                     |                                  |
| 1                        | 淺井清     | 1948年12月7日 - 1953年12月6日       | （同上）                         |
| 2                        | 淺井清     | 1953年12月7日 - 1957年12月6日       | （同上）                         |
| 3                        | 淺井清     | 1958年2月6日 - 1961年2月5日         | （同上）                         |
| 4                        | 入江誠一郎 | 1961年3月2日 - 1962年7月25日（亡）  | 內務省警保局外事課長             |
| 5                        | 佐藤達夫   | 1962年9月3日 - 1964年2月10日        | 內閣法制局長官                   |
| 6                        | 佐藤達夫   | 1964年2月24日 - 1968年2月23日       | 內閣法制局長官                   |
| 7                        | 佐藤達夫   | 1968年3月7日 - 1972年3月6日         | 內閣法制局長官                   |
| 8                        | 佐藤達夫   | 1972年3月15日 - 1974年9月12日（亡） | 內閣法制局長官                   |
| 9                        | 藤井貞夫   | 1974年12月24日 - 1976年3月14日      | 自治省行政局長、消防廳長官       |
| 10                       | 藤井貞夫   | 1976年4月1日 - 1980年3月31日        | 自治省行政局長、消防廳長官       |
| 11                       | 藤井貞夫   | 1980年4月1日 - 1984年2月27日（願）  | 自治省行政局長、消防廳長官       |
| 12                       | 內海倫     | 1984年2月27日 - 1984年3月31日       | 警察廳刑事局長、防衛事務次官     |
| 13                       | 內海倫     | 1984年4月2日 - 1988年4月1日         | 警察廳刑事局長、防衛事務次官     |
| 14                       | 內海倫     | 1988年4月2日 - 1990年4月1日（願）   | 警察廳刑事局長、防衛事務次官     |
| 15                       | 彌富啓之助 | 1990年4月2日 - 1992年月1日          | 眾議院事務總長                   |
| 16                       | 彌富啓之助 | 1992年4月2日 - 1996年4月1日         | 眾議院事務總長                   |
| 17                       | 彌富啓之助 | 1996年4月2日 - 1997年6月23日（願）  | 眾議院事務總長                   |
| 18                       | 中島忠能   | 1997年6月24日 - 2000年4月1日        | 人事院事務總長（自治省出身）     |
| 19                       | 中島忠能   | 2000年4月4日 - 2004年4月3日         | 人事院事務總長（自治省出身）     |
| 20                       | 佐藤壯郎   | 2004年4月5日 - 2006年4月11日        | 通商產業省工業技術院長           |
| 21                       | 谷公士     | 2006年4月12日 - 2008年4月4日        | 郵政事務次官、人事官             |
| 22                       | 谷公士     | 2008年4月8日 - 2009年9月11日（願）  | 郵政事務次官、人事官             |
| 23                       | 江利川毅   | 2009年11月18日 - 2012年4月7日       | 內閣府事務次官、厚生勞動事務次官 |
| 24                       | 原恒雄     | 2012年4月11日 - 2014年4月11日       | 東海旅客鐵道副社長、人事官       |
| 25                       | 一宮尚美   | 2014年4月12日 -                     | 仙台高等裁判所長官、人事官       |

## 外部連結
- 日本人事院官方網頁 （页面存档备份，存于）